# 1440
1440 (MCDXL) var ett skottår som började en fredag i den julianska kalendern.

## Händelser

### April
- 9 april – Kristofer av Bayern väljs till kung av Danmark.

### Maj
- Maj – Karl Knutsson (Bonde) sätter sig i besittning av Åbo slott och Kastelholm på Åland.

### Juni
- Juni – Karl Knutsson avsäger sig riksföreståndarskapet och avstår från kungakronan.

### September
- September – Kristofer väljs även till kung av Sverige.

## Födda
- Sten Sture den äldre, svensk riksföreståndare 1470–1497 och 1501–1503.
- Albertus Pictor, svensk kyrkomålare (född omkring detta år).
- Birger Gunnersen, dansk ärkebiskop 1497–1519 (född omkring detta år).
- Clara Tott, tysk sångerska.

## Avlidna
- 9 mars – Franciska av Rom, italienskt helgon.
- Irene Gattilusio, bysantinsk kejsarinna.
- Amadea av Monferrato, drottning av Cypern.